# 海外プラスナンバー

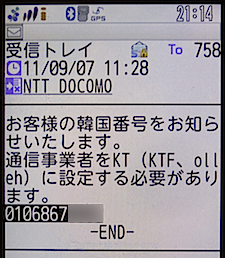
KTでの番号を通知するメール

海外プラスナンバーとは、NTTドコモの国際ローミングサービス「WORLD WING」を韓国で利用する際に、NTTドコモの携帯電話番号のほかに、韓国の携帯電話キャリアであるKT（旧KTF）社の電話番号が付加され、通常の国際ローミング通話料金より約27%から60%割安な料金で利用できるサービス。
2009年2月16日に発表され、同年3月2日にサービスが開始された。市場環境の変化を踏まえ、2015年12月15日で新規申し込みが受付終了し、2016年10月31日にサービスを終了した。

## 概要
本サービスはNTTドコモとKTが合同で研究開発した成果であり、1つのSIMカードで海外キャリアとの2つの電話番号が利用できる、日本では初めてのサービスである。
同様に、KTの携帯電話利用者が日本にローミングインをした際に、同様の割引をうけることができる。なお、NTTドコモではサービスされていないが、KTでは中国の中国移動通信との提携により、中国においても同様のサービスを提供している。
なお、NTTドコモは過去にSKテレコムと共同で、一つの端末にNTTドコモ、SKテレコムの2つの電話番号を付与し、日本のPDC方式と韓国のCDMA方式の両サービスに対応する端末を発売していたことがある。

## 利用料金
- 月額基本料金 - 300円(課税対象外・非課税)

月の途中での申込み・廃止を行った場合は、申込み月・廃止月の関係なく月額使用料は日割り計算となり、1日約10円で利用できる。
サービス開始時には、別途事務手数料1,050円（税込）の案内がされていたが、2009年5月31日まで（後に、2010年9月30日に延長）はキャンペーン期間として事務手数料が無料となっていた。その後、2010年10月1日から事務手数料は不要となった。
利用料金及び割引金額は以下の通りとなる。
| 海外プラスナンバー通話料と通常WORLD WING通話料の比較 | 海外プラスナンバー通話料と通常WORLD WING通話料の比較 | 海外プラスナンバー通話料と通常WORLD WING通話料の比較 | 海外プラスナンバー通話料と通常WORLD WING通話料の比較 | 海外プラスナンバー通話料と通常WORLD WING通話料の比較 | 海外プラスナンバー通話料と通常WORLD WING通話料の比較 | 海外プラスナンバー通話料と通常WORLD WING通話料の比較 |
| サービス                                             | サービス                                             | 発信する場合 （1分）                                 | 発信する場合 （1分）                                 | 発信する場合 （1分）                                 | 着信する場合 （1分）                                 | 着信する場合 （1分）                                 |
| -                                                    | -                                                    | 韓国内                                               | 日本向け                                             | その他国向け                                         | 韓国内                                               | ドコモNo.へ転送                                      |
| ---------------------------------------------------- | ---------------------------------------------------- | ---------------------------------------------------- | ---------------------------------------------------- | ---------------------------------------------------- | ---------------------------------------------------- | ---------------------------------------------------- |
| 音声通話                                             | 「海外プラスナンバー」韓国の携帯電話番号利用時       | 20円                                                 | 60円                                                 | 150円                                                | 無料                                                 | 60円                                                 |
| 音声通話                                             | 通常の「WORLD WING」通話料                           | 50円                                                 | 125円                                                | 265円                                                | 70円                                                 |                                                      |
| 音声通話                                             | 通常の「WORLD WING」からの割引率                     | 60%                                                  | 52%                                                  | 約43%                                                |                                                      |                                                      |
| テレビ電話                                           | 「海外プラスナンバー」韓国の携帯電話番号利用時       | 100円                                                | 200円                                                | 300円                                                | 無料                                                 | 200円                                                |
| テレビ電話                                           | 通常の「WORLD WING」通話料                           | 210円                                                | 410円                                                | 410円                                                | 200円                                                |                                                      |
| テレビ電話                                           | 通常の「WORLD WING」からの割引率                     | 約52%                                                | 約51%                                                | 約27%                                                |                                                      |                                                      |

パケット料金は通常のWORLD WING料金と同額となる。
SMSは韓国番号での利用は出来ず、ドコモ番号での利用となる。
また、韓国国内からドコモ番号での発着信を行った場合は、通常のWORLD WING料金となる。

## 申込方法
ドコモ インフォメーションセンター、ワールドカウンター（成田、羽田、中部、関西の各空港にある窓口）、ドコモショップから申し込みができる。My docomoからの申込はできない。

## 利用方法
NTTドコモのWORLD WING対応端末であれば利用が可能となる。操作方法はWORLD WINGと同様だが、韓国へ渡航した際は、手動で利用キャリアをKT（KFT、olleh）にする必要がある。自動設定ではKT以外のキャリアに接続することがあり、この場合本サービスは利用できない。
また本サービスが適用されるのは韓国番号での音声通話のみであり、ドコモ番号での発着信やパケット通信、SMSなどはWORLD WINGに準じた料金体系となる。ただしNTTドコモを除いたパケット通信料金はコネクサスモバイルアライアンスの優遇料金(海外パケ・ホーダイ等)が適用される。